# David Lauser
David Lauser es un baterista estadounidense, popular por su trabajo con el cantante y guitarrista Sammy Hagar. Hagar y Lauser tocaron juntos en una banda llamada Justice Brothers, antes de que Sammy se uniera a la agrupación Montrose. David Lauser luego tocó en algunos álbumes solistas de Hagar, empezando en Standing Hampton de 1982. El 4 de enero de 2015 su esposa Liza Cozad-Lauser falleció de cáncer.

## Discografía

### Sammy Hagar
- Standing Hampton
- Three Lock Box
- VOA
- I Never Said Goodbye
- Cosmic Universal Fashion

### Sammy Hagar And The Waboritas
- Red Voodoo
- Ten 13
- Not 4 Sale
- Live: Hallelujah
- Livin' It Up

### Alliance
- Alliance - 1991
- Bond of Union - 1991
- Missing Piece - 1996
- Destination Known - 2007
- Road to Heaven - 2008